# Jean Yssandon
Pour les articles homonymes, voir Yssandon (homonymie).
Jean Yssandon est un musicien et théoricien français actif durant le troisième tiers du XVIe siècle, actif à Avignon, connu surtout comme auteur d’un traité de musique paru en 1582.

## Biographie
La page de titre de son traité le dit « natif de Lesart en la Conté de Foix », c’est-à-dire Lezat-sur-Lèze (Ariège). L’épître dédicatoire du même traité, adressée au cardinal Georges d’Armagnac, précise qu’il a travaillé pour lui durant vingt-cinq années ou plus, ce qui le fait entrer à son service vers 1555-1557. Ceci le fait travailler probablement à Avignon (où Georges d’Armagnac est archevêque de 1577 à 1585 et collégat du Pape depuis 1562), et d’où Yssandon signe son épître le 1er mars 1582. D’Armagnac est connu pour avoir été un mécène très actif.

## Œuvre

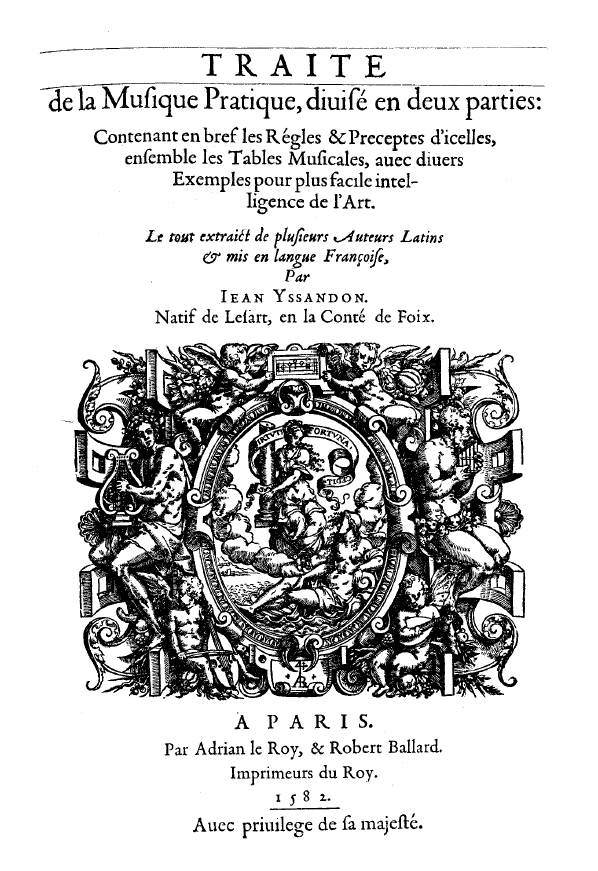
Page de titre du traité de Jean Yssandon, Paris, 1582.

Son traité, intitulé Traité de la musique pratique... le tout extraict de plusieurs auteurs latins et mis en langue françoise, Paris, Adrian Le Roy et Robert Ballard, 1582, se définit comme une compilation d’extraits tirés de plusieurs auteurs ; l’analyse montre qu’il s’est inspiré notamment des traités de Loys Bourgeois (Le Droict chemin de musique, 1550), de Claude Martin (Elementorum musices practicae, 1550 et Institution musicale, 1556), de Maximilien Guilliaud (Rudiments de musique practique, 1554) et de Michel de Menehou (Nouvelle instruction familière, 1558 et 1571). Il y cite également des auteurs anciens, tels Boèce, Johannes Tinctoris ou encore Jacques Lefèvre d'Étaples (Musica libris quatuor demonstrata, 1514) ou Nicolas Listenius (Musica... ab authore denuo recognita, 1537). Son texte est illustré de nombreux exemples musicaux. Une analyse du contenu théorique du traité est donnée dans Seay 1971 ; celui-ci juge ce contenu comme mal organisé et parfois incohérent.
On ne connaît aucune composition d’Yssandon.